# 布尔切伊
布尔切伊（義大利語：Burcei），是意大利撒丁大区南撒丁省的一个市镇。总面积94.97平方公里，人口2925人，人口密度30.8人/平方公里（2009年）。ISTAT代码为092008。